# Anthia thoracica
Anthia thoracica é uma espécie de besouro da família Carabidae.

## Descrição
Anthia thoracica pode atingir um comprimento de cerca de 47–53 milímetros. O corpo é preto, com um padrão ovado de cerdas amareladas em cada extensão lateral do pronoto e uma faixa de cerdas reclinadas esbranquiçadas nas margens laterais dos élitros. As mandíbulas são fortes e alongadas nos machos. O pronoto tem largas abas laterais e os élitros são ovados e lisos, com oito estrias lineares. Uma curiosidade incrível é que o besouro desenvolveu uma imunidade ao ácido fórmico e pode até coletá-lo das formigas da espécie Camponotus Vestitus para usar como defesa, soltanto o ácido pelo reto do abdômen.

## Distribuição
Esta espécie pode ser encontrada na Namíbia, Tanzânia e África do Sul.